# 제일교통 (서울)
제일교통은 서울특별시 은평구의 시내버스 회사로, 계열사로는 한남여객운수, 중부운수, 신화여객, 삼성여객, 삼이택시, 성민버스가 있다.

## 연혁

### 2004년 서울특별시 버스 개편이전
- 1954년 8월 20일: 회사 설립.
- 1992년: 신성교통에 인수되어 계열사가 됨.
- 2001년 초: 은평구 마을버스 12번, 13번이 지역순환버스 454-1번(현 지선버스 7723번), 454-2번(개편후 지선버스 7724번이었으나 2010년 12월 폐선)으로 각각 승격됨.
- 2001년: 신성교통 907번을 양도하여 제일여객에서 운행함.
- 2001년: 907번, 일산신도시~교보문고에서 교하신도시~교보문고로 노선 연장.
- 2002년: 907번에서 907-1번을 계통분리.
- 2003년: 신성교통 158번, 158-5번과 좌석 158번을 양도하여 제일여객에서 운행함.

### 2004년 서울특별시 버스 개편이후
- 2004년 7월 1일: 2004년 서울특별시 버스 개편때 계열사인 한국비알티자동차에 지분을 출자, 704번(구 156번), 720번(구 154번), 7023번(구 156-1번), 7211번(구 154-1번), 7722번(구 155-1번), 7723번(구 454-1번), 7724번(구 454-2번), 7733번(구 158번), 7734번(구 158-5번), 9703번(구 158번), 9711번(구 907번), 9712번(구 907-1번), 주말맞춤버스 운행.
- 2004년 10월 25일: 9711번, 9712번이 각각 706번, 707번으로 형간전환.
- 2005년 2월 27일: 7734번, 7733번으로 통합.
- 2006년 12월 1일: 707번, 706번으로 통합.
- 2006년 12월: 7023번, 송추~서울역에서 기자촌~서울역으로 단축.
- 2007년 7월: 7023번, 기자촌~서울역에서 송추~서울역으로 연장(환원).
- 2008년 5월: 7023번, 7725번으로 변경 및 단축(송추~불광동).
- 2008년 6월: 7733번, 불광동에서 은평뉴타운으로 단축.
- 2008년 11월 1일: 7725번, 송추~불광동에서 송추~구파발역으로 단축.
- 2009년 6월: 7733번 지선버스가 은평뉴타운에서 구파발역으로 단축.
- 2009년 11월: 진관공영차고지 입주에 따른 720번, 7211번, 7722번, 7723번, 7724번 노선 변경.
- 2009년 12월 24일: 7725번 폐선.
- 2010년 8월 21일: 7724번 폐선.
- 2012년 10월: 7733번 지선버스가 다율동에서 일산까지 단축운행.
- 2013년 4월 19일: 한국비알티자동차와 올빼미버스 N37번(진관공영차고지~송파공영차고지) 첫 운행.
- 2014년 3월 6일: 706번 간선버스의 교하동 ~ 일산 구간 직선화 변경.
- 2014년 8월 9일: 7733번, 진관차고지~삼송역~원흥지구~서정마을~상암동~마포구청~홍대입구역으로 노선 변경.
- 2015년 3월 2일: 7733번, 진관차고지~구파발역~삼송역~원흥지구~서정마을~상암동~마포구청~홍대입구역으로 노선 연장.
- 2017년 9월 14일: 지선버스 7722번, 7723번, 7733번 3개 노선, 광역버스 9703번 1개 노선을 서울운수로 양도 후 광역버스 9714번 1개 노선을 양도 받음.
- 2024년 7월 1일: 한남여객운수가 서울 제일여객을 인수 및 제일교통으로 사명 변경.
- 2024년 8월 30일: 교하동영업소와 부곡리영업소 폐지로 9714번 폐지, 704번과 773번 단축.
- 2024년 12월 1일: 773번 폐지, 709번 신설.
- 2025년 1월 1일: 704번의 송추 부곡리~북한산성 구간 폐지

## 운행 노선
2024년 12월 1일 기준이다.
| 운행노선 | 운행구간       | 운행구간 | 운행구간           | 배차간격 (분) | 인가 대수 | 비고                                                          |
| -------- | -------------- | -------- | ------------------ | ------------- | --------- | ------------------------------------------------------------- |
| 704번    | 진관공영차고지 | ↔        | 서울역버스환승센터 | 10~20         | 19        | 구 156번. 2025년부터 송추 구간은 진명여객 양주37번 운행.      |
| 709번    | 진관공영차고지 | ↔        | 광화문역           | 10~20         | 15        | 2024년 12월 1일 신설                                          |
| 720번    | 진관공영차고지 | ↔        | 답십리동           | 7~15          | 33        | 구 154번 & 구 157번 통합                                      |
| 7211번   | 진관공영차고지 | ↔        | 신설동역           | 5~15          | 28        | 구 154-1번                                                    |
| 8772번   | 진관공영차고지 | ↔        | 북한산성입구       | 10~15         | 0         | 주말에만 운행. 720번 차량으로 운행.                           |
| N37번    | 진관공영차고지 | ↔        | 송파공영차고지     | 30            | 4         | 한국brt와 공동 배차로 운행하며, 진관 측 첫차의 배차를 맡는다. |
| N75번    | 진관공영차고지 | ↔        | 서림동차고지       | 25~30         | 6         | 심야버스. 한남여객운수와 공동배차로 운행한다.                 |

## 폐선되거나 면허 이관된 노선

### 간선버스
- ● 706번: 운정신도시 - 탄현동 - 강선마을 - 백석동 - 화정역 - 원당동 - 삼송지구 - 통일로 → 서울역 버스 환승센터 → 숭례문 → 서울특별시청 → 사직단 → 이하역순 <구 907번, 구 9711번> (현재 신수교통에서 운행하는 706번과는 무관)
- ● 707번: 교하읍 ~ 서울역 / <구 907-1번> 도시형버스 ( ~ 2004년 6월 30일, 9712번 광역버스 (2004년 7월 1일 ~ 2004년 10월 24일) 간선버스 (2004년 10월 25일 ~ 2006년 11월 30일, 2006년 12월 1일부로 706번에 통폐합) (동해운수의 707번 (구 9708번)과 현재 선진운수의 707번 (구 9701번)과는 무관함.)
- ● 773번: 진관공영차고지 - 구파발역 (롯데몰 은평) - 스타필드 고양 - 삼송지구 - 원당동 - 화정역 - 백석동 - 강선마을 - 탄현동 - 운정신도시 <구 907번, 구 9711번, 구 706번> (2017년 11월 1일 한전서대문은평 단축 → 2024년 8월 30일 구파발역 단축 → 2024년 12월 1일 폐선)

### 지선버스
- ● 7722번: 진관공영차고지 - 은평뉴타운 - 구파발역 - 갈현1동 - 선진운수 - 구산역 - 역촌역 - 녹번역 <구 155-1번> (신수교통으로 양도)
- ● 7723번: 진관공영차고지 - 지축교 - 진관초교 - 진관중고교 - 구파발역 - 신도초교 - 하나고등학교 (은평뉴타운 순환) <구 454-1번 변경> (신수교통으로 양도)
- ● 7724번 (진관공영차고지 ~ 구파발역) <구 454-2번> (2010년 8월 21일 폐선)
- ● 7725번 (송추 ~ 구파발역 / 구 156-1번 도시형버스 ( ~ 2004년 6월 30일, 7023번 지선버스 (2004년 7월 1일 ~ 2008년 6월 30일) 지선버스 (2008년 7월 1일 ~ 2009년 12월 23일, 이후 350번 도시형버스로 대체 운행, 현재는 350번도 폐선후 양주시면허인 진명여객에서 19번, 19-1번 운행.)
- ● 7733번: 진관공영차고지 - 구파발역 - 삼송지구 - 원흥지구 - 서정마을 - MBC - 난지천공원 - 마포구청드컵경기장 - 합정역 - 홍대입구역 <구 158번 단축, 7734번 통합, 7733번 변경> (신수교통으로 양도)
- ● 7734번: 교하 ~ 불광역 (2005년 2월 27일 7733번에 통합)
- ● 8775번 (구파발역 ~ 은평뉴타운) 맞춤버스 (2009년 6월 29일 ~ 2009년 11월 14일, 이후 7211번 지선버스로 대체 운행)

### 광역버스
- ● 9703번: 일산신도시 - 홀트학교 - 고양시청 - 원당역 - 삼송지구 - 통일로 → 사직단 → 세종문화회관 → 서울역 → 경찰청 → 이하역순 <구 158번 좌석버스> (신수교통 → 서울매일버스로 양도)
- ● 9711번 (교하읍 ~ 서울역 / 구 907번 도시형버스 ( ~ 2004년 6월 30일) 광역버스 (2004년 7월 1일 ~ 2004년 11월 14일, 이후 706번 간선버스로 전환 운행, 9711번 (서울매일버스)은 현재 일산신도시 ~ 양재 시민의 숲을 운행하는 9711번과는 무관하다.) (신수교통 → 서울매일버스로 양도)
- ● 9711B번: 진관공영차고지 - 양재역 (신성교통과 공동 배차한다. 진관공영차고지-DMC 구간 탑승이 불가능하며 DMC부터 운행시작) (2014-07-16 ~ 2016-04-23)
- ● 9712번 (교하읍 ~ 서울역 / 구 907-1번 도시형버스) ( ~ 2004년 6월 30일) 광역버스 (2004년 7월 1일 ~ 2004년 10월 24일, 이후 707번 (現 폐선) 간선버스로 전환 운행)
- ● 9714번: 교하동 - 대화역 - 강선마을 - 행신동 - 수색로 버스 중앙차로 - 디지털미디어시티역 - 연대앞 → 성산로 → 광화문역 → 삼성프라자 → 숭례문 → 서대문경찰서 → 연대앞 (2024년 8월 30일 폐선)

정기이용권버스
- ● 은평·강남선: 구파발역 - 양재역 (2013년 5월 4일에 운행 중단)

## 본사 현황
- 진관공영차고지 본사 (704번, 709번, 720번, 7211번, 8772번, N37번, N75번)

## 보유 차량

#### KGM커머셜
- KGM 스마트 110

#### 현대자동차
- 현대 뉴 슈퍼 에어로시티
- 현대 저상 뉴 슈퍼 에어로시티
- 현대 일렉시티

#### 황해버스
- NEW E-SKY 11

#### CRRC중국중차
- CRRC 그린웨이 1100

## 갤러리

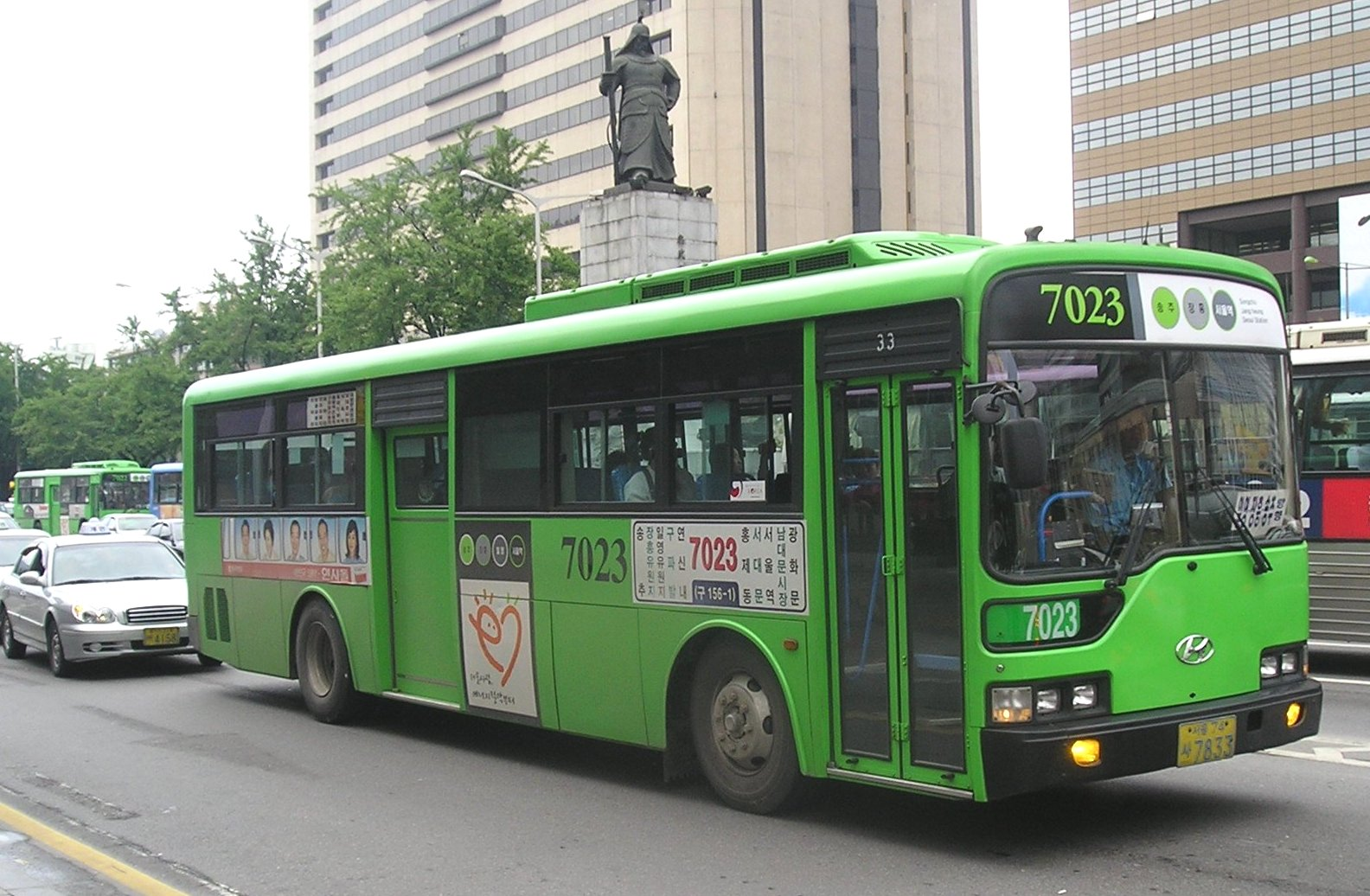
서울시내버스 구 7023번
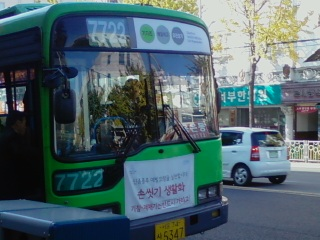
서울시내버스 7722번(현재는 신수교통으로 이관됨)
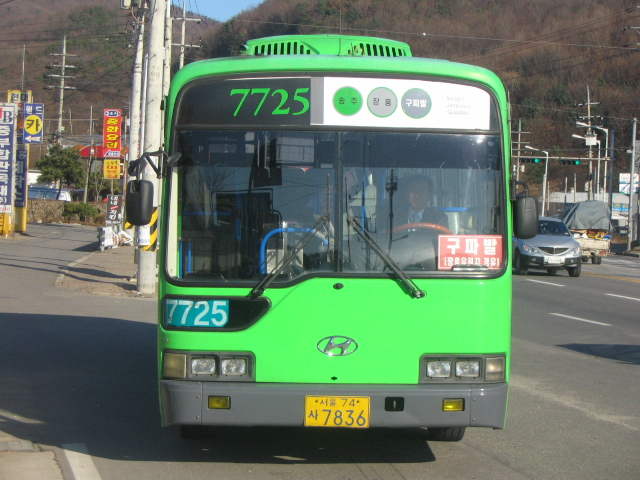
서울시내버스 구 7725번
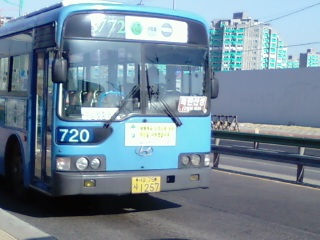
서울시내버스 8772번
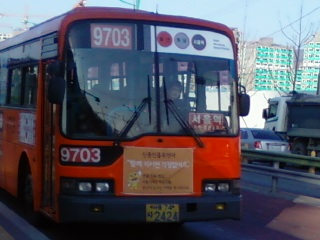
서울시내버스 9703번(현재는 신수교통을 거쳐 서울매일버스로 이관됨)
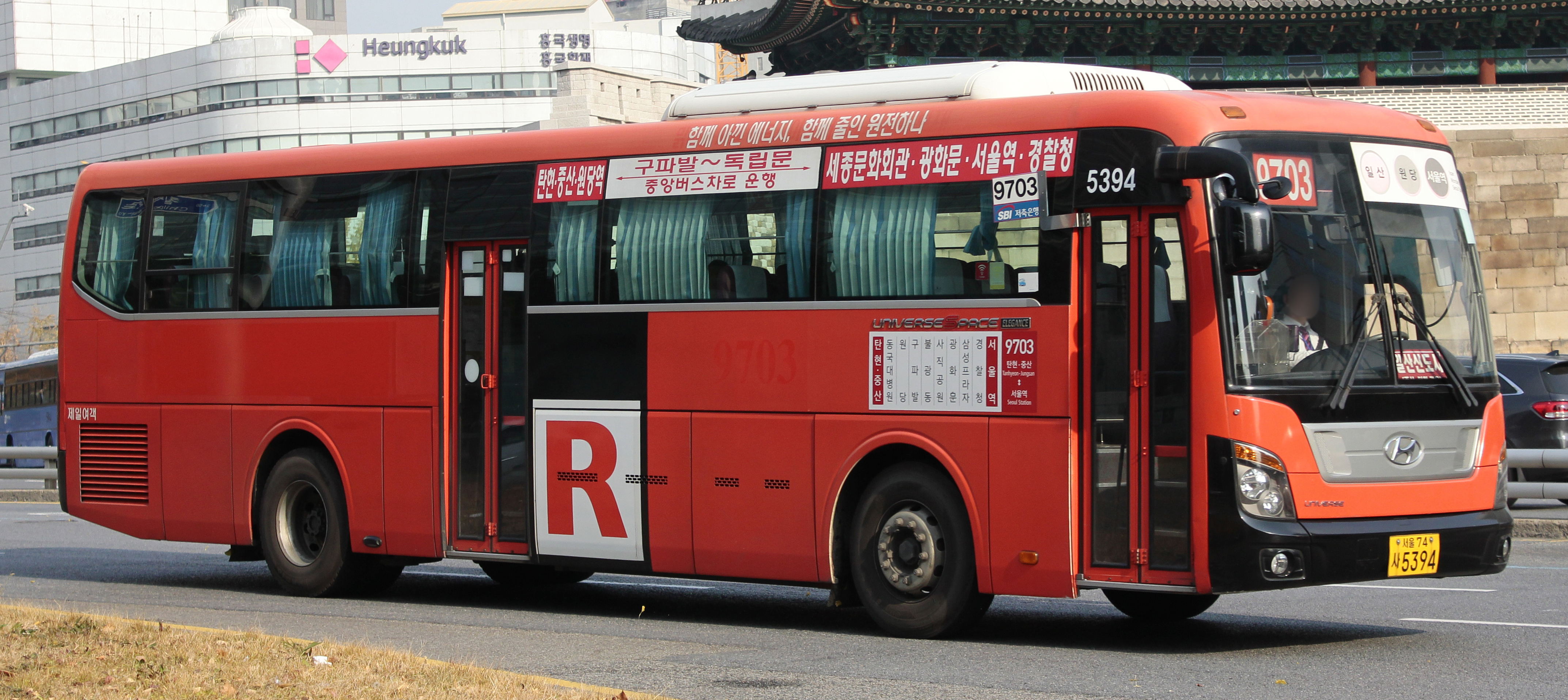
서울시내버스 9703번(현재는 신수교통을 거쳐 서울매일버스로 이관됨)
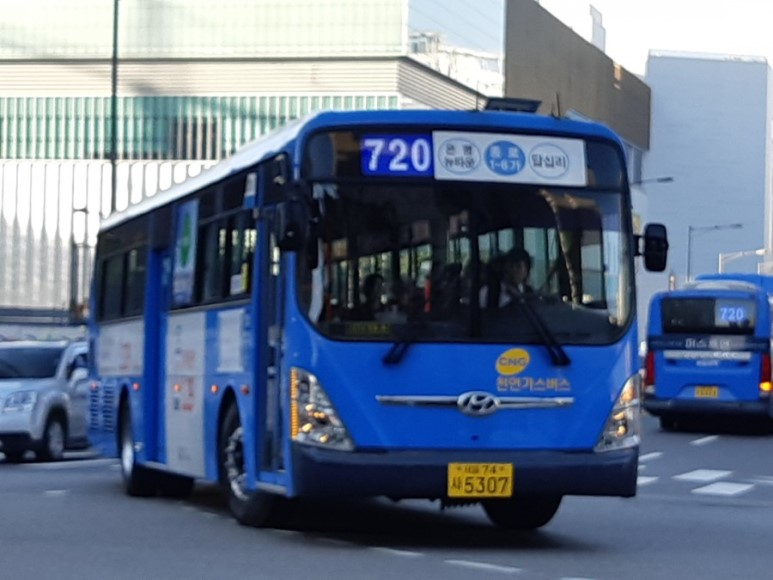
서울시내버스 720번
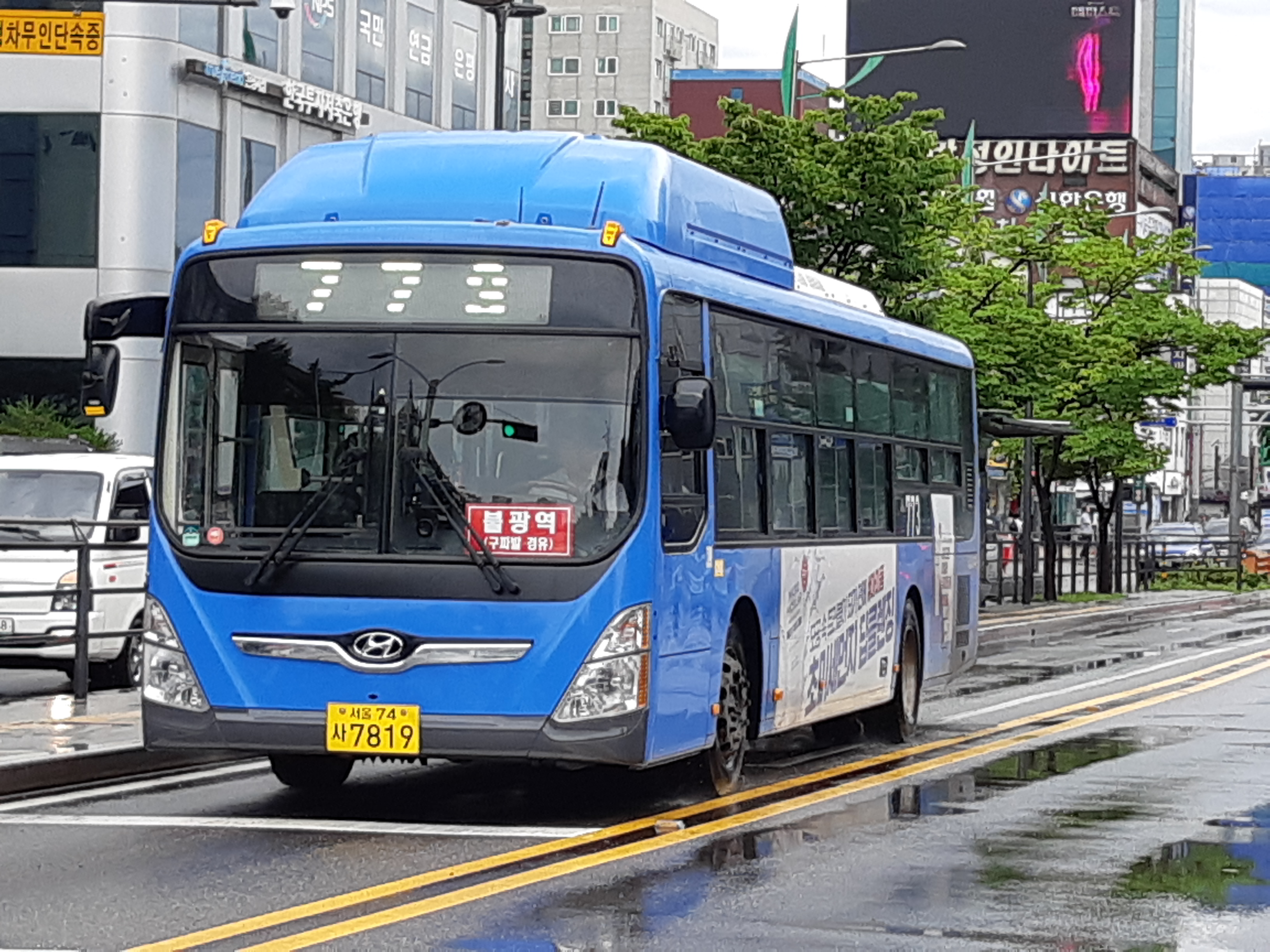
서울시내버스 773번
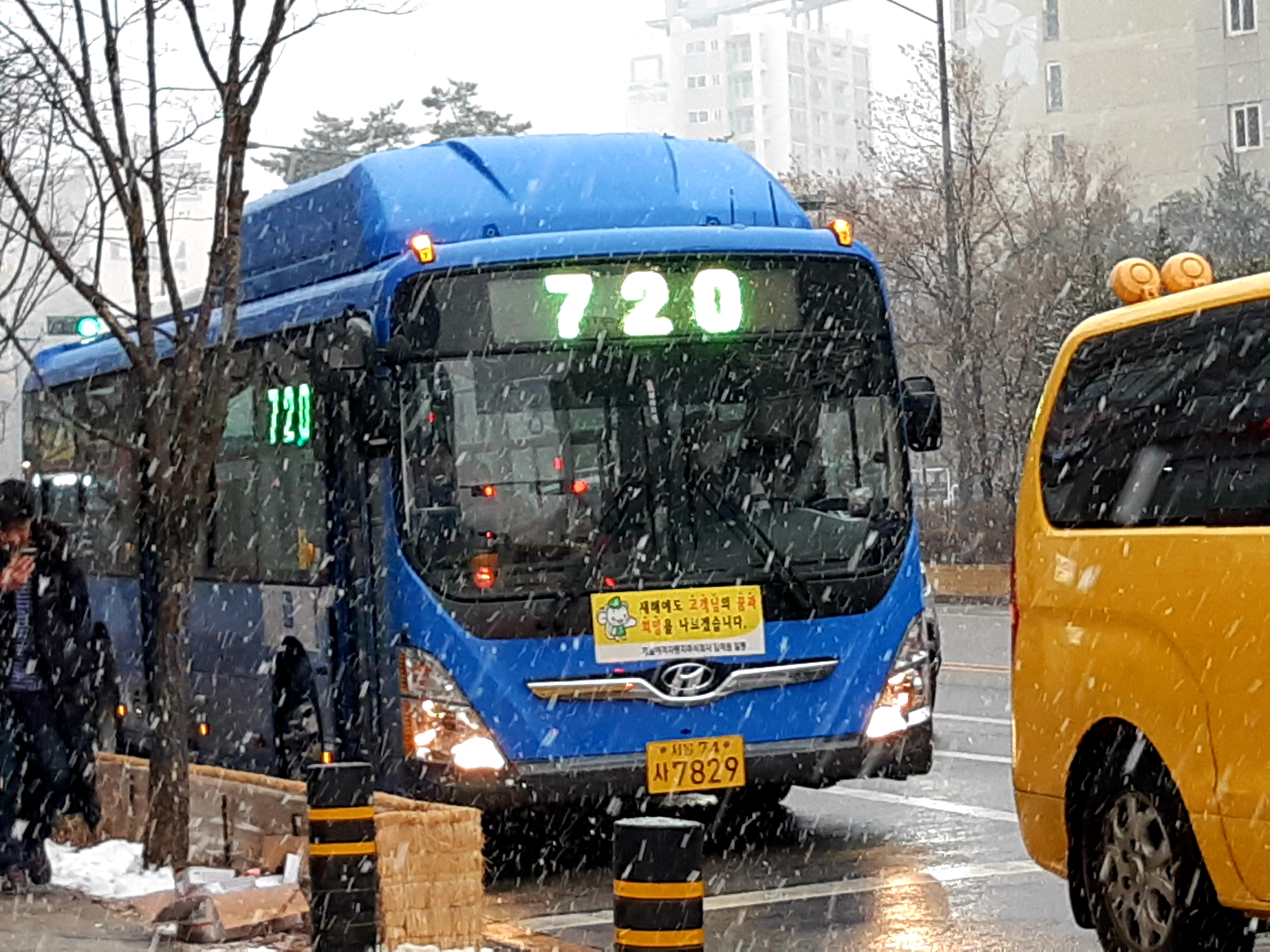
서울시내버스 720번
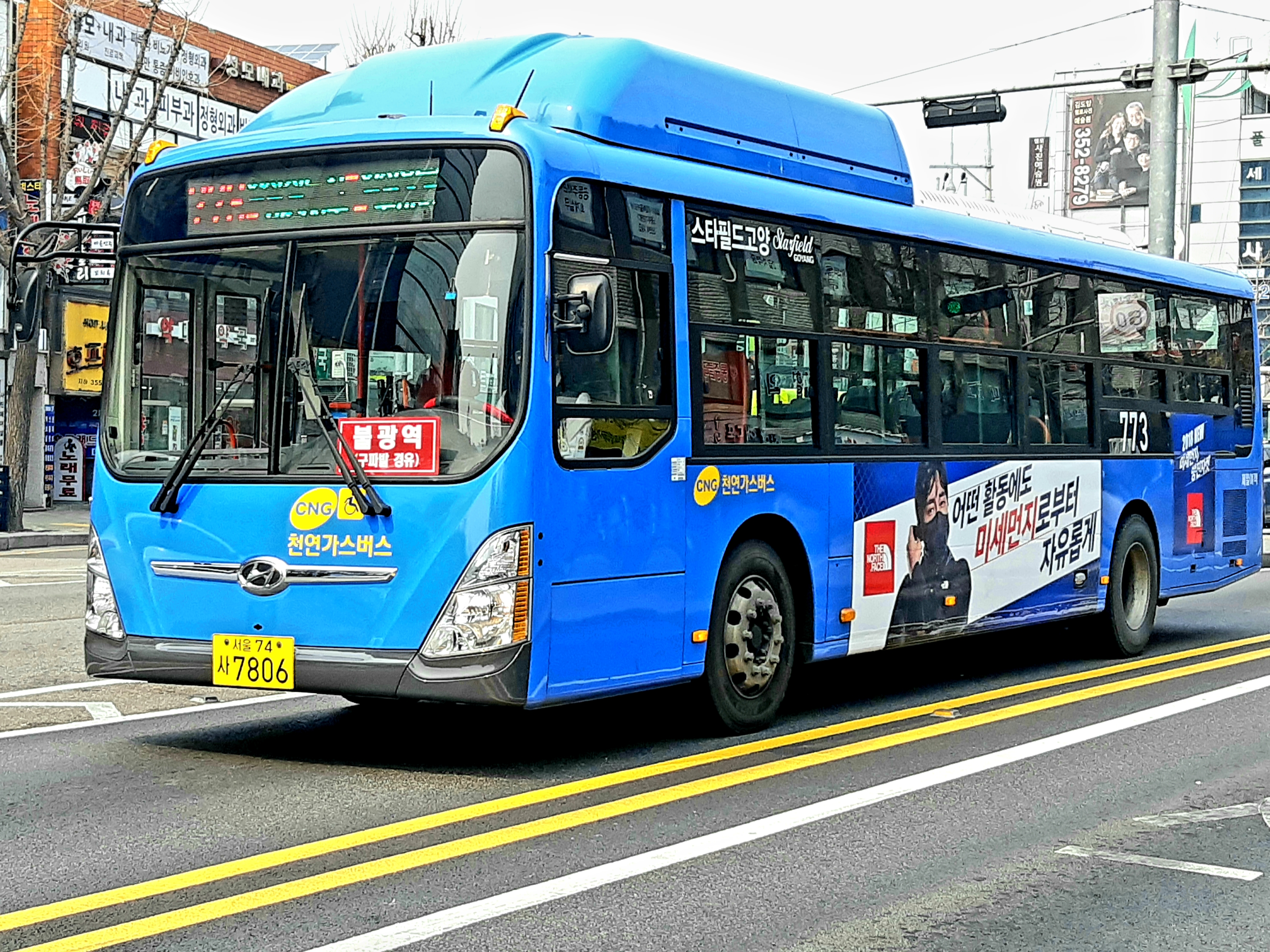
서울시내버스 773번
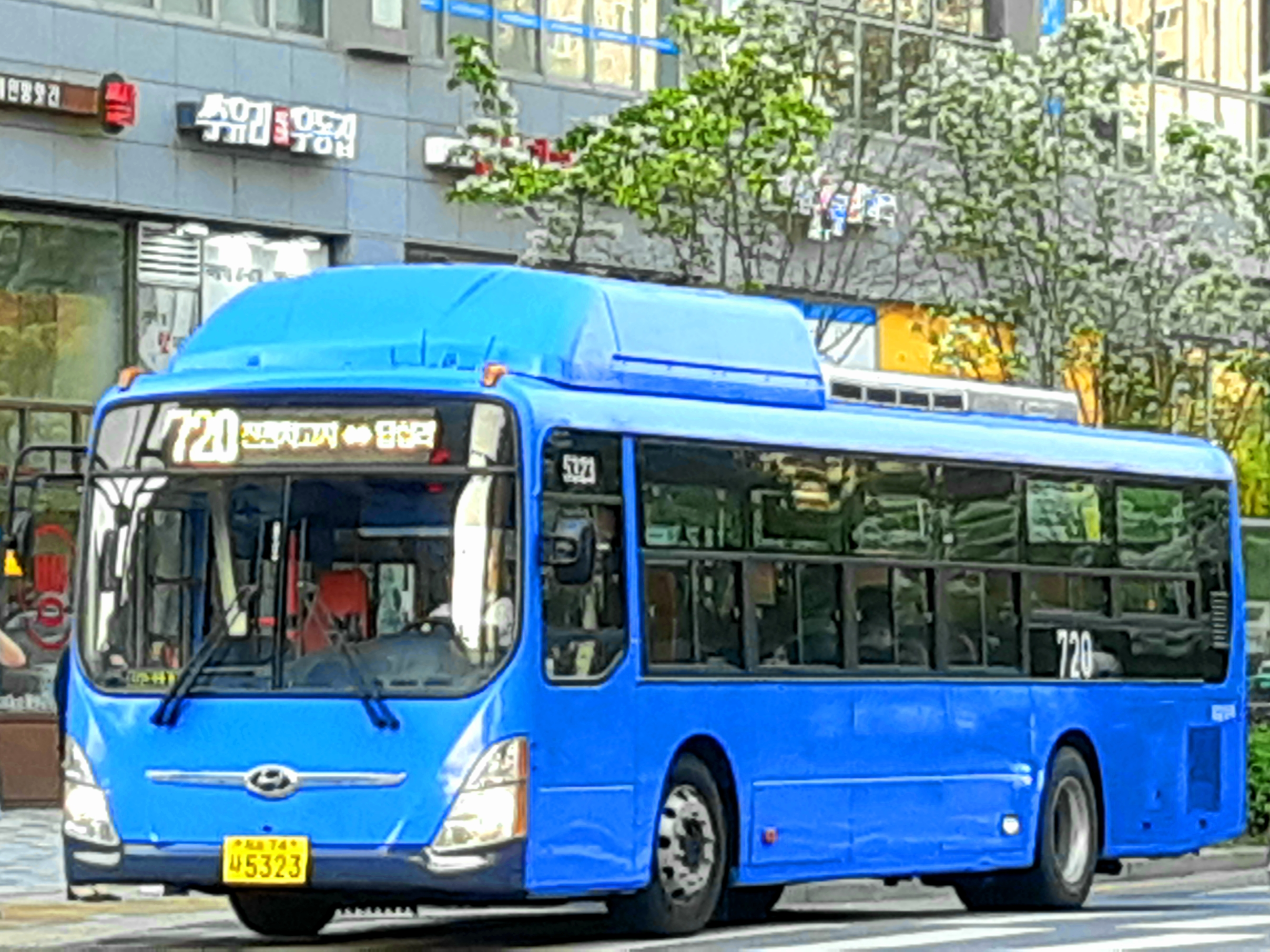
서울시내버스 720번

## 같이 보기
- 신인운수
- 서울매일버스